# Богоявленский, Константин Иванович
Константин Иванович Богоявленский (1839, Москва — 1913, Москва) — русский магистр богословия, протоиерей. Профессор Московской духовной семинарии.

## Биография
Родился в 1839 году в Москве. Отец — Иван Григорьевич Богоявленский (1816—1881) — диакон московских церквей Николы Большой крест и Никиты Мученика на Старой Басманной, племянник митрополита Филарета (Дроздова). Мать — Елизавета Николаевна (1819—1842).
Окончил Московскую духовную семинарию (1860) и Московскую духовную академию (1864; 14-й магистр XXIV курса).
Служил учителем в Рязанской и Вифанской семинариях. В 1867—1869 годах преподавал гражданскую историю в Московской духовной семинарии.
В 1869—1891 годах — настоятель московской церкви Успения в Печатниках, в 1891—1913 годах — настоятель Покровского собора на Рву на Красной площади.
Преподавал Закон Божий в 1-й мужской гимназии, Николаевском городском училище и в Филаретовском епархиальном училище.
Протоиерей, благочинный Китайского сорока. Действительный член Общества любителей духовного просвещения.
Кавалер орденов Святого Владимира 3-й и 4-й степеней.
Константин Богоявленский искал в московских архивах и готовил материалы для научных трудов своего тестя Сергея Смирнова, о чём свидетельствует их переписка. Его увлечение историей способствовало выбору жизненного пути сына, историка Сергея Богоявленского.

Высоко ценил своего предшественника в соборе Покрова на Рву иерей Иоанн Восторгов:
старинного, глубоко симпатичного склада русский учёный богослов: церковность мысли и слова, священная важность и авторитетность пастырского тона, глубокая, исполненная сознания священного достоинства, преданность св. Церкви, суждения обо всех и обо всём с точки зрения ея вековечной истинности и правоты, теплота любви к заблудшим, святоотеческое воззрение на все вопросы веры и Церкви, отсутствие фразы и позы…

## Семья
Жена — Варвара Сергеевна, урождённая Смирнова (1848—1922) — дочь ректора Московской духовной академии Сергея Смирнова. 
Их дети:
- - Софья (1867—1934) — жена московского протоиерея Семёна Уварова (1859—1931). Вместе с мужем редактировала и издавала журнал «Воскресный день».
  - Елизавета (1868—1934) — жена московского протоиерея Александра Потапова (1854—1929).
  - Иван (1869 — после 1920) — преподаватель Московского университета, а также сельскохозяйственного института в Минске.
  - Сергей (1871—1947) — историк, член-корреспондент Академии наук СССР (1929).
  - Анна (около 1880—1942) — жена инженера Николая Красоткина.
  - Мария (1883 — после 1920) — директор музыкальной школы в Москве, жена инженера Владимира Ушакова.
  - Николай (1890—1953) — инженер-механик.
- Внук — Константин Сергеевич (1899—1967) — доктор биологических наук, профессор, создателей латвийской школы цитологии[9].